# Urożajne (obwód zaporoski)
Urożajne (ukr. Урожайне) – wieś na Ukrainie, w obwodzie zaporoskim, w rejonie połohowskim, w hromadzie Tokmak. W 2001 liczyła 464 mieszkańców.